# Olibrus consanguineus
Olibrus consanguineus is een keversoort uit de familie glanzende bloemkevers (Phalacridae). De wetenschappelijke naam van de soort werd in 1892 gepubliceerd door Louis Albert Péringuey.